# 김춘삼 (군인)
김춘삼(? ~ )은 조선민주주의인민공화국의 군인 겸 정치인이다. 군인 계급은 조선인민군 육군 상장이다. 2012년 기준으로, 조선로동당 중앙위원회 위원이며, 최고인민회의 제12기 대의원이다.

## 경력
1992년 4월 인민군 소장을 거쳐, 조선 인민군 상장으로 진급했다. 2010년 9월에 열린 조선로동당 대표 회의에서 조선로동당 중앙위원회 정치국 위원으로 선출되었다.
2012년 2월, 김정은 노동당 중앙군사위원회 부위원장이 인민군 제4군단 사령부 예하 군부대들을 시찰했을 때, 수행했다.

## 최고인민회의 대의원
2009년 4월이후 제12기 대의원이다.

## 수훈
2012년 2월, 김정일 훈장을 받았다.

## 기타
2011년 12월 김정일 사망 당시에 국가 장의위원회 위원을 맡았다.